# 泉房穂の情熱ラジオ
『泉房穂の情熱ラジオ』（いずみふさほのじょうねつラジオ）は、ニッポン放送で2024年10月4日から2025年3月21日まで放送されていたラジオのニュース情報番組。

## 概要
ニッポン放送では、2023年のナイターオフ期まで金曜日の夜の時間帯は『鶴光の噂のゴールデンリクエスト』を放送してきたが、2024年のナイターオフ編成は兵庫県明石市長の経験を持つ泉房穂がパーソナリティを務めるニュース情報番組に刷新されることになった。
この番組では、兵庫県明石市長の経験を持つ泉房穂が、この1週間のニュースを取り上げて、リスナーの気持ちに寄り添って、リスナーの声を「代弁するかのように」語りかけるニュース情報番組。
なお、全国ネットゾーンでは、日本列島の「魅力ある地域」を応援する企画も行うことになっている。

## 放送時間
毎週金曜日 18:00 - 20:00
- 制作局のニッポン放送では20時台は単発番組枠『SPECIAL BOX』を編成するが、一部のネット局へは当番組を裏送りにて編成する（合計3時間番組）。ただし不定期に『SPECIAL BOX』として放送する特番が設定されず、ニッポン放送でも3時間のフルバージョンで放送する場合がある（#特別編成に伴う休止・時間変更を参照）。

## 出演者
- パーソナリティ：泉房穂
- パートナー：熊谷実帆（ニッポン放送アナウンサー）

## ネット局
- 各局ともradiko番組表に基づく。ニッポン放送以外は放送時間の短い順に記載。

| 放送対象地域   | 放送局                 | 放送時間           | 備考                     |
| -------------- | ---------------------- | ------------------ | ------------------------ |
| 関東広域圏     | ニッポン放送           | 金曜 18:00 - 20:00 | 制作局                   |
| 京都府・滋賀県 | KBS京都 KBS滋賀        | 金曜 19:00 - 19:30 |                          |
| 青森県         | 青森放送               | 金曜 19:00 - 20:00 |                          |
| 岩手県         | IBC岩手放送            | 金曜 19:00 - 20:00 |                          |
| 秋田県         | 秋田放送               | 金曜 19:00 - 20:00 |                          |
| 宮城県         | 東北放送               | 金曜 19:00 - 20:00 |                          |
| 福島県         | ラジオ福島             | 金曜 19:00 - 20:00 |                          |
| 栃木県         | 栃木放送               | 金曜 19:00 - 20:00 |                          |
| 山梨県         | 山梨放送               | 金曜 19:00 - 20:00 |                          |
| 長野県         | 信越放送               | 金曜 19:00 - 20:00 |                          |
| 福井県         | 福井放送               | 金曜 19:00 - 20:00 |                          |
| 静岡県         | 静岡放送               | 金曜 19:00 - 20:00 |                          |
| 岡山県         | RSK山陽放送            | 金曜 19:00 - 20:00 |                          |
| 山口県         | 山口放送               | 金曜 19:00 - 20:00 |                          |
| 高知県         | 高知放送               | 金曜 19:00 - 20:00 |                          |
| 宮崎放送       | 宮崎放送               | 金曜 19:00 - 20:00 |                          |
| 鹿児島県       | 南日本放送             | 金曜 19:00 - 20:00 |                          |
| 沖縄県         | ラジオ沖縄             | 金曜 19:00 - 20:00 |                          |
| 山形県         | 山形放送               | 金曜 19:00 - 21:00 |                          |
| 新潟県         | 新潟放送               | 金曜 19:00 - 21:00 |                          |
| 富山県         | 北日本放送             | 金曜 19:00 - 21:00 |                          |
| 石川県         | 北陸放送               | 金曜 19:00 - 21:00 |                          |
| 中京広域圏     | 東海ラジオ放送         | 金曜 19:00 - 21:00 | 2024年10月11日ネット開始 |
| 和歌山県       | 和歌山放送             | 金曜 19:00 - 21:00 |                          |
| 鳥取県・島根県 | 山陰放送               | 金曜 19:00 - 21:00 |                          |
| 徳島県         | 四国放送               | 金曜 19:00 - 21:00 |                          |
| 香川県         | 西日本放送             | 金曜 19:00 - 21:00 |                          |
| 長崎県・佐賀県 | 長崎放送 NBCラジオ佐賀 | 金曜 19:00 - 21:00 |                          |
| 熊本県         | 熊本放送               | 金曜 19:00 - 21:00 |                          |
| 大分県         | 大分放送               | 金曜 19:00 - 21:00 |                          |

### 備考
- 放送時間が19:00 - 20:00のネット局のうち、東北放送・栃木放送・南日本放送・ラジオ沖縄以外は、20時台に『荻上チキ・Session』（TBSラジオ制作）を同時ネットする。なお、山陰放送は当番組の直前（18:30 - 19:00）に『Session』を編成。

#### 特別編成に伴う休止・時間変更
- 2024年
  - 10月18日：ニッポン放送ではニッポン放送ショウアップナイタースペシャル・セントラル・リーグクライマックスシリーズファイナル第3戦、巨人対DeNA戦（MBSラジオ、東海ラジオ放送にネット）の中継を行うため、18時台のローカル枠を含めニッポン放送と東海ラジオは放送休止。東海ラジオを除いた19時開始のネット局向けの放送のみ裏送りを実施。
  - 10月25日：ニッポン放送の10月度スペシャルウィーク（聴取率調査）の実施に伴い、通常ニッポン放送は20時飛び降りの所を21時50分まで1時間50分拡大（20時台まで放送する局は21時飛び降り）し、「情熱MAX！3時間50分の生放送」をテーマに放送される。
  - 11月1日：プロ野球日本シリーズの予備日であったことから、ニッポン放送では『SPECIAL BOX』として放送される特番を設定せず、20時飛び降りの所を21時まで3時間のフルバージョンで放送。
  - 11月22日：ニッポン放送では『ニッポン放送ショウアップナイタースペシャル 2024 WBSCプレミア12スーパーラウンド 日本対ベネズエラ』として野球中継を行うため、18時台のローカル枠のみ放送。また、東北放送・信越放送が『逸品コンシェルジュ 全国ご当地応援団』（中国放送制作、19時 - 21時）を放送のため休止。東北放送・信越放送以外のネット局向けに19時から全国ネットゾーンを裏送りで放送。
  - 12月9日：この日は月曜日であるが、ニッポン放送12月度スペシャルウィークにつき、平日朝放送の『垣花正のあなたとハッピー!』と合同した『森永卓郎と泉房穂の情熱ラジオフルスゥィング!』を20時から21時50分に生放送（LFローカル）された。番組は泉房穂と、森永卓郎、垣花正の3人がパーソナリティを担当し、2024年の世相についての鼎談を行った。[2]
- 2025年
  - 2月7日：ニッポン放送では21時50分まで1時間50分拡大して放送。
  - 2月8日：この日は土曜日であるが、同年1月28日に逝去した森永卓郎の追悼特番として『情熱ラジオ!フルスイング ありがとう森永卓郎さん』を17時50分から21時にLFローカルで編成。
  - 3月28日（予定）：番組そのものは前週の3月21日が最終回であるが、本番組ネット局のうちプロ野球開幕戦を中継しない局への裏送り番組として『熊谷実帆の情熱リクエスト』を当該時間帯に編成。